# Ultramehrkampf
Ultramehrkampf ist eine Bezeichnung für einen speziellen Mehrkampf in der Leichtathletik. Es werden doppelt so viele Disziplinen wie beim olympischen Zehnkampf der Männer bzw. Siebenkampf der Frauen durchgeführt.
Die Disziplinen des Zehn- und Siebenkampfs und deren Reihenfolge bleiben erhalten, unterbrochen von den längeren Laufdisziplinen und weiteren technischen Disziplinen. Beim Zwanzigkampf der Männer werden alle 18 olympischen Einzeldisziplinen im Stadion, ergänzt um die nicht mehr olympischen Disziplinen 200 Meter Hürden und 3000 Meter, absolviert.
Wie beim olympischen Zehnkampf wird der „Zwanzigkampf“ bzw. „Vierzehnkampf“ an zwei Tagen ausgetragen.
Es gibt aber auch Veranstaltungen mit allen Disziplinen an einem Tag.

## Reihenfolge der Disziplinen
Männer:
1. Tag: 100-Meter-Lauf - Weitsprung - 200-Meter-Hürdenlauf - Kugelstoßen - 5000-Meter-Lauf - 800-Meter-Lauf - Hochsprung - 400-Meter-Lauf - Hammerwurf - 3000-Meter-Hindernislauf
2. Tag: 110-Meter-Hürdenlauf - Diskuswurf - 200-Meter-Lauf - Stabhochsprung - 3000-Meter-Lauf - 400-Meter-Hürdenlauf - Speerwurf - 1500-Meter-Lauf - Dreisprung - 10.000-Meter-Lauf
Frauen:
1. Tag: 100-Meter-Hürdenlauf - Hochsprung - 1500-Meter-Lauf - 400-Meter-Hürdenlauf - Kugelstoß - 200-Meter-Lauf
2. Tag: 100-Meter-Lauf - Weitsprung - 400-Meter-Lauf - Speerwurf - 800-Meter-Lauf - 200-Meter-Hürdenlauf - Diskuswurf - 3000-Meter-Lauf
Bis auf zwei Ausnahmen wird nach den offiziellen Regeln für Mehrkämpfe des internationalen Leichtathletikverbands (World Athletics) verfahren. Alle Laufdisziplinen müssen beendet werden (wichtig für die 3000 Meter Hindernis, 5000 und 10.000 Meter) und es sind nur zwei Probeversuche je Disziplin gestattet, um einen zügigen Ablauf des Wettkampfes zu garantieren.

## Zahlen und Fakten
Statistik: In den 26 Jahren kamen die Zwanzigkampf-Weltmeister aus folgenden Nationen: Finnland (11), Estland (8), USA (2), Großbritannien (2), Australien (1), Deutschland (2).
Dominierten die längste Zeit die Staaten aus dem Norden Europas, so ist in den letzten Jahren auch in den Ergebnislisten ein deutlicher Trend zur Internationalisierung sichtbar.
Zehn Jahre hielt der Este Indrek Kaseorg mit 13.906 Punkten den Weltrekord, 2010 wurde er schließlich von Joseph Detmer (USA) übertroffen, der unter perfekten Wettkampfbedingungen die neue Bestmarke auf 14.571 Zähler schraubte.
Seine Einzelleistungen: 100 m: 10,93 - Weit: 7,30 - 200 m H: 24,25 - Kugel: 12,27 - 5000 m: 18:25,32 - 800 m: 2:02,23 - Hoch: 1,98 - 400 m: 50,43 - Hammer: 31,82 - 3000 m H: 11:22,47 / 110 m H: 15,01 - Diskus: 40,73 - 200 m: 22,58 - Stab: 4,85 - 3000 m: 10:25,99 - 400 m H: 53,83 - Speer: 51,95 - 1500 m: 4:26,66 - Drei: 13,67 - 10.000 m: 40:27,26.
Detmer und Kaseorg entsprechen jedenfalls dem idealen Typ des Zwanzigkämpfers: überdurchschnittlicher Zehnkämpfer (beide Bestleistungen über 8000 Punkte) mit ausgezeichneten Ausdauerleistungen (Detmer 4:05,31 min über 1500 m).
Bei den Frauen sieht die Ehrentafel seit 1982 wie folgt aus: Russland (8), Finnland (8), Großbritannien (3), Estland (1), Deutschland (4), USA (1). Der Weltrekord steht seit 2002 bei 10.798 Punkten, gehalten durch Milla Kelo (FIN).

## Weltmeister

### Freiluft
| Jahr | Ort         | Weltmeister            | Leistung (20k) | Weltmeisterin      | Leistung (14k) |
| ---- | ----------- | ---------------------- | -------------- | ------------------ | -------------- |
| 1990 | Espoo       | Indrek Kaseorg         | 12.879         | Charmaine Johnson  | 9152           |
| 1991 | Punkalaidun | Indrek Kaseorg         | 13.763         | Irina Stasenko     | 9879           |
| 1992 | Punkalaidun | Indrek Kaseorg         | 13.906         | Irina Stasenko     | 10.732         |
| 1993 | Punkalaidun | Pasi Suutarinen        | 12.165         | Irina Stasenko     | 10.513         |
| 1994 | Punkalaidun | Pasi Suutarinen        | 11.975         | Irina Stasenko     | 10.586         |
| 1995 | Punkalaidun | Alvar Homik            | 12.023         | Susanna Vikman     | 7713           |
| 1996 | Punkalaidun | Alvar Homik            | 11.620         | Maria Kapitonova   | 9915           |
| 1997 | Punkalaidun | Teppo Syrjala          | 11.446         | Anja Tognotti      | 8021           |
| 1998 | Punkalaidun | Teppo Syrjala          | 11.555         | Maria Kapitonova   | 9935           |
| 1999 | Punkalaidun | Meelis Tammre          | 11.359         | Irina Ilyina       | 10.033         |
| 2000 | Hexham      | John Henley            | 12.025         | Jacqueline Elliott | 7733           |
| 2001 | Hexham      | David Purdon           | 10.598         | Irina Ilyina       | 10.286         |
| 2002 | Turku       | Kip Janvrin            | 14.185         | Milla Kelo         | 10.798         |
| 2003 | St. Pölten  | Pääm Brauer            | 11.672         | Irina Ilyina       | 9534           |
| 2004 | Gateshead   | Shaun Meinecke         | 12.784         | Kelly Rodmell      | 7978           |
| 2005 | Lynchburg   | David Purdon           | 11.682         | Ashley Palmer      | 6645           |
| 2006 | Bendigo     | David Purdon           | 11.918         | Anje Bock          | 6605           |
| 2007 | Jyväskylä   | Marnix Engels          | 12.004         | Kelly Rodmell      | 8601           |
| 2008 | Scheeßel    | Adrian Schürmann       | 11.877         | Natalia Gaerlan    | 9824           |
| 2009 | Delft       | Benedikt Nolte         | 11.605         | Maren Schott       | 10.380         |
| 2010 | Lynchburg   | Joseph Detmer          | 14.571         | Williams Marie     | 7775           |
| 2011 | Lisse       | Joan Estruch           | 10.824         | Sonja Beba         | 7744           |
| 2012 | Turnhout    | Bert Misplon           | 11.302         | Evy de Jaegher     | 7361           |
| 2013 | Yeovil      | Rob Simmonds           | 11.550         | Maren Schott       | 8889           |
| 2015 | Tartu       | Roberto James Paoluzzi | 11.763         | Maren Schott       | 9338           |
| 2017 | Turnhout    | Bert Misplon           | 11.356         | Maren Schott       | 8934           |
| 2018 | Delft       | Alastair Stanley       | 11.981         | Saskia Zwaard      | 7264           |
| 2019 | Helsinki    | Florian Herr           | 10.101         | Jill de Gier       | 6845           |
| 2021 | Épinal      | Arnaud Ghislain        | 11.342         | Fiona Espagnet     | 8552           |

#### Halle
| Jahr | Ort      | Weltmeister    | Leistung |
| ---- | -------- | -------------- | -------- |
| 2012 | Helsinki | Etienne Bouden | 8118     |

## Rekorde
Weltrekorde
| Frauen: | Milla Kelo    | Finnland           | 10.798 Punkte | (2002) |
| Männer: | Joseph Detmer | Vereinigte Staaten | 14.571 Punkte | (2010) |

Europarekorde
| Frauen: | Milla Kelo     | Finnland | 10.798 Punkte | (2002) |
| Männer: | Indrek Kaseorg | Estland  | 13.906 Punkte | (1992) |

Deutsche Rekorde 
| Frauen:     | Maren Schott     | 10.380 Punkte | (2009) |  |
| Männer:     | Adrian Schürmann | 12.616 Punkte | (2006) |  |
| Männer M50: | Manfred Hiller   | 10.601 Punkte | (2010) |  |

Österreichische Rekorde 
| Frauen Zwanzigkampf:  | Sonja Wirgler    | 3118 Punkte   | (2005) |
| Frauen Vierzehnkampf: | Lisa Lutschinger | 8478 Punkte   | (2003) |
| Männer:               | Christian Hoser  | 10.414 Punkte | (2006) |
| Männer U23:           | Andreas Glück    | 10.129 Punkte | (2005) |
| Männer U20:           | Florian Holecek  | 5519 Punkte   | (2007) |
| Männer M35:           | Christian Hoser  | 11.140 Punkte | (2006) |
| Männer M40:           | Christian Hoser  | 12.270 Punkte | (2007) |
| Männer M45:           | Helmut Waldl     | 11.026 Punkte | (2009) |
| Männer M60:           | Werner Hiess     | 8687 Punkte   | (2005) |

„One Day“
| Männer:     | Bernhard Mauersperger | 7999 Punkte | (2007) |
| Männer U20: | Florian Holecek       | 5519 Punkte | (2007) |
| Männer M35: | Christoph Stocker     | 6645 Punkte | (2007) |
| Männer M40: | Helmut Waldl          | 9105 Punkte | (2007) |

International Association for Ultra Multievents (IAUM) ist der internationale Verband der Ultramehrkämpfer, der auch andere spezielle Mehrkämpfe der Leichtathletik begleitet, wie:
- Zwanzigkampf der Frauen
- Zwanzigkampf an einem Tag
- Vierzehnkampf in der Halle